# Relish

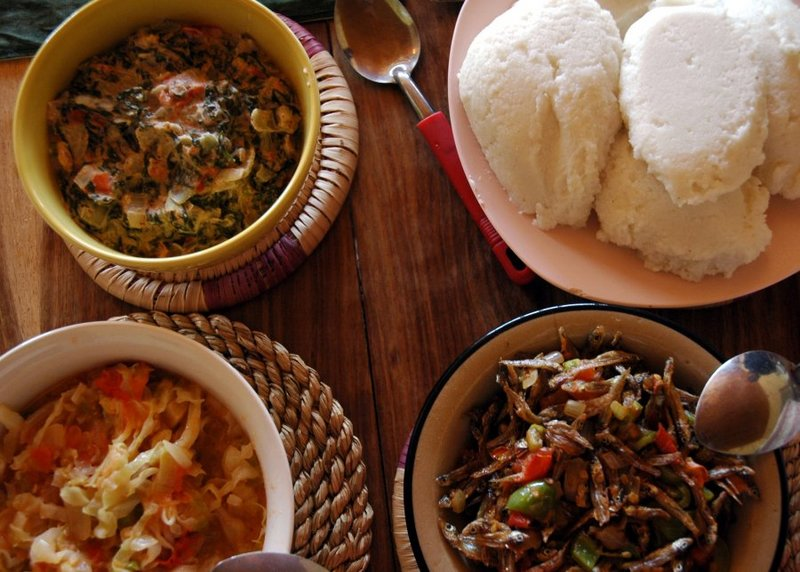
Drie soorten relish als bijgerecht van nsima (rechtsboven), een maïspap die wijdverbreid is in de Afrikaanse keuken

Een relish is een gekookt en ingelegd product gemaakt van fijngesneden groente, fruit of kruiden. Doorgaans wordt relish gebruikt als condiment, voornamelijk om de smaak van een basisvoedingsmiddel te verhogen. Voorbeelden zijn chutney en de Noord-Amerikaanse relish, een product dat augurk (pickels) bevat en wordt gegeten bij hotdogs of hamburgers. In Noord-Amerika wordt met het begrip relish vaak verwezen naar de specifieke variant waarin augurk verwerkt is. Dit type relish is tevens een hoofdbestanddeel in veel Amerikaanse varianten van tartaarsaus.
Relish bestaat meestal uit waarneembare stukjes groente en fruit in een saus, waarbij de saus ondergeschikt van karakter is ten opzichte van de groente- en fruitdelen. Ook kruiden kunnen verwerkt worden in relish, bijvoorbeeld in chermoula dat volledig bereid wordt uit kruiden en specerijen. Relish kan bestaan uit één soort groente of fruit, maar ook uit een combinatie van meerdere soorten. De textuur van een relish is afhankelijk van de grofheid waarmee de ingrediënten gesneden worden, maar doorgaans is een relish minder fijn van textuur dan een saus. Qua smaakbeleving kan een relish zoet, umami, mild of heet zijn, maar veelal heeft het een sterke smaak die wordt toegevoegd aan het basisvoedingsmiddel waarmee het wordt opgediend.

## Variaties
- Ajvar
- Atjar
- Bostongurka
- Chermoula
- Doenjang
- Gochujang
- Kimchi-relish
- Lecsó
- Muhammara
- Piccalilly
- Salsa